# Invisible Empire Knights of Ku Klux Klan

IEKKKK (Invisible Empire Knights of Ku Klux Klan) est une organisation créée par David Duke dans la fin des années 1970 qui avait pour but de concurrencer le Ku Klux Klan d'où il venait d'être exclu.